# Каслполлард
Каслполлард (англ. Castlepollard; ирл. Baile na gCros) — (переписной) посёлок в Ирландии, находится в графстве Уэстмит (провинция Ленстер). Первые упоминания о поселении относятся к 1597 году в них описывается факт постройки замка Поллард, неким Николаем Поллардом из Девоншира, прибывшим в Ирландию с армией под руководством графа Эссекса.
В поселки имеются две церкви, небольшая розничная база, несколько небольших магазинов, баров и отелей.

## Демография
Население — 1004 человека (по переписи 2006 года). В 2002 году население составляло 895 человек.
Данные переписи 2006 года:
| Общие демографические показатели |               |                               |                               |      |      |
| Всё население                    | Всё население | Изменения населения 2002—2006 | Изменения населения 2002—2006 | 2006 | 2006 |
| 2002                             | 2006          | чел.                          | %                             | муж. | жен. |
| 895                              | 1004          | 109                           | 12,2                          | 505  | 499  |

В нижеприводимых таблицах сумма всех ответов (столбец «сумма»), как правило, меньше общего населения населённого пункта (столбец «2006»).
| Религия (Тема 2 — 5 : Число людей по религиям, 2006) |             |                |             |            |       |      |
| Католики, чел.                                       | Католики, % | Другая религия | Без религии | не указано | сумма | 2006 |
| 923                                                  | 91,9        | 43             | 29          | 9          | 1004  | 1004 |

| Этно-расовый состав (Этничность. Тема 2 - 3 : Постоянное население по этническому или культурному происхождению, 2006) |            |              |       |        |        |            |       |       |
| Белые ирландцы | Лухт-шулта | Другие белые | Негры | Азиаты | Другие | Не указано | сумма | 2006  |
| 910 | 6          | 45           | 1     | 10     | 8      | 6          | 986   | 1004  |
| Доля от всех отвечавших на вопрос, %                                                                                   |            |              |       |        |        |            |       |       |
| 92,3 | 0,6        | 4,6          | 0,1   | 1,0    | 0,8    | 0,6        | 100   | 98,21 |

1 — доля отвечавших на вопрос о языке от всего населения.
| Владение ирландским языком (Тема 3 — 1 : Число людей от 3 лет и старше по способности говорить по-ирландски, 2006) |      |            |       |       |
| Владеете ли Вы ирландским языком?                                                                                  |      |            |       |       |
| Да | Нет  | Не указано | сумма | 2006  |
| 314 | 627  | 24         | 965   | 1004  |
| Доля от всех отвечавших на вопрос о языке, %                                                                       |      |            |       |       |
| 32,5 | 65,0 | 2,5        | 100   | 96,11 |

1 — доля отвечавших на вопрос о языке от всего населения.
| Использование ирландского языка (Тема 3 - 2 : Говорящие по-ирландски от 3 лет и старше по частоте использования ирландского языка, 2006) |                                                            |                                               |                                               |                                               |                                               |                                               |       |                                     |      |
| Как часто и где Вы говорите по-ирландски?                                                                                                |                                                            |                                               |                                               |                                               |                                               |                                               |       |                                     |      |
| ежедневно, только в образовательных учреждениях                                                                                          | ежедневно, как в образовательных учреждениях, так и вне их | в других местах (вне образовательной системы) | в других местах (вне образовательной системы) | в других местах (вне образовательной системы) | в других местах (вне образовательной системы) | в других местах (вне образовательной системы) | сумма | всего, отвечавших на вопрос о языке | 2006 |
| ежедневно, только в образовательных учреждениях                                                                                          | ежедневно, как в образовательных учреждениях, так и вне их | ежедневно                                     | каждую неделю                                 | реже                                          | никогда                                       | не указано                                    | сумма | всего, отвечавших на вопрос о языке | 2006 |
| 65 | 6                                                          | 5                                             | 22                                            | 128                                           | 82                                            | 6                                             | 314   | 965                                 | 1004 |
| Доля от всех отвечавших на вопрос о языке, %                                                                                             |                                                            |                                               |                                               |                                               |                                               |                                               |       |                                     |      |
| 6,7 | 0,6                                                        | 0,5                                           | 2,3                                           | 13,3                                          | 8,5                                           | 0,6                                           | 32,5  | 100                                 |      |

| Типы частных жилищ (Тема 6 - 1(a) : Число частных домовладений по типу размещения, 2006) |          |         |                 |            |       |      |
| Отдельный дом                                                                            | Квартира | Комната | Переносные дома | не указано | сумма | 2006 |
| 317                                                                                      | 22       | 4       | 0               | 6          | 349   | 1004 |